# Гайленкірхен
Гайленкірхен (нім. Geilenkirchen) — місто в Німеччині, знаходиться в землі Північний Рейн-Вестфалія. Підпорядковується адміністративному округу Кельн. Входить до складу району Гайнсберг.
Площа — 83 км2. Населення становить 27 518 ос. (станом на 31 грудня 2020).

## Особистості
- Фердинанд Лянґ — австрійський та український військовий діяч, референт артилерії Генштабу УГА, посол сейму Польщі. Помер і похований у місті.